# Bracon carpomyiae
Bracon carpomyiae är en stekelart som först beskrevs av Ramakrishna Ayyar 1928.  Bracon carpomyiae ingår i släktet Bracon och familjen bracksteklar. Inga underarter finns listade.